# Scale Lake
Scale Lake är en sjö i Antarktis. Den ligger i Östantarktis. Australien gör anspråk på området. Scale Lake ligger 18 meter över havet. Den ligger vid sjön Perched Rock Tarn.
I övrigt finns följande vid Scale Lake:
- Perched Rock (en kulle)
- Perched Rock Tarn (en sjö)
- Prospect Gap (ett bergspass)